# Ocnus diomedeae
Ocnus diomedeae is een zeekomkommer uit de familie Cucumariidae.
De wetenschappelijke naam van de soort werd in 1976 gepubliceerd door David Pawson.